# (33292) 1998 KT26
1998 كي تي 26 (ويعرف أيضًا باسم (33292) 1998 كي تي 26 وفق تسمية الكوكب الصغير) (بالإنجليزية: 1998 KT26)‏ هو كويكب ضمن حزام الكويكبات؛ وترتيبه 33292 من حيث الاكتشاف.
اكتُشف هذا الجُرم الفلكي بواسطة سبيس واتش في 27 مايو 1998.

## وصلات خارجية
- (33292) 1998 KT26 في قاعدة بيانات مختبر الدفع النفاث لأجرام النظام الشمسي الصغيرة

- الاكتشاف · مخطط المدار ·  العناصر المدارية · المعلمات المادية

- (33292) 1998 KT26 على موقع ويكي سكاي: DSS2, SDSS, GALEX, IRAS, Hydrogen α, X-Ray, Astrophoto, Sky Map, Articles and images